# Podaga
Podaga je božanstvo nejasnih funkcija poštovano kod Polapskih Slovena. Zapis o ovom bogu ostavio je hroničar Helmold:
„Sloveni, imaju vrlo različne oblike sujeverja. Jedni njihovi bogovi imaju svoje likove u hramovima, kao idol Pion, koji se zove Podaga…”
Francuski lingvista i istoričar Luj Leže smatra da je pravilniji naziv Pogoda umesto Podaga. U tom smislu Pogoda bi bio bog ili boginja atmosferskih fenomena. Leže dalje tvrdi da je istoričar Dlugoš pronašao u poljskoj tragove naziva božanstva Pogoda, koje bi moglo biti u vezi sa polapskim s obzirom na blizinu poljskih i polapskih slovenskih plemena.